# 藤原定文
藤原 定文（ふじわら の さだふみ）は、平安時代前期の貴族。藤原北家良門流、内大臣・藤原高藤の子。官位は従四位下・右馬頭。醍醐天皇の外舅。

## 経歴
異母兄弟の定国・定方とは違い自身は公卿には昇れず、右馬頭を務め位階は従四位下であった。延喜7年（907年）10月17日卒去。
翌延喜8年（908年）10月に周忌が行われ、六位蔵人・藤原伊衡が諷誦した。

## 系譜
- 父：藤原高藤
- 母：大江元平の娘
- 妻：多治比氏の娘
  - 男子：藤原信臣（?-?）
  - 男子：藤原経臣